# Plaza de Lesseps
La plaza de Lesseps es una plaza de Barcelona que se encuentra en el límite de los distritos de Gracia y Sarriá-San Gervasio. Antes de 1895 la plaza se había llamado Josepets, por el convento de los carmelitas de Santa María de Gracia. En la reforma que se realizó en los años 1950 se anexionó a la plaza de Lesseps la antigua plaza de la Cruz.
La plaza está dedicada a Ferdinand de Lesseps (Versalles 1805 - Castillo de la Chênaie 1894), que fue un diplomático francés cónsul de Francia en Barcelona, famoso por ser el constructor del canal de Suez. Ferdinand tuvo su domicilio en una torre de la plaza junto a la riera, había intervenido a favor de la ciudad durante el bombardeo de Antonio Van Halen en 1842.
Uno de los edificios más destacados de la plaza es la casa Ramos (o casas Ramos, ya que son tres), de Jaume Torres i Grau (1906-1908), con una fachada donde destacan unos esgrafiados en color amarillo y naranja que dotan al edificio de un singular aspecto, que junto a su diseño modernista —del que destaca la tribuna principal— convierten esta obra en uno de los edificios más emblemáticos del distrito de Gracia.
Se han organizado repetidamente diversas obras de reforma. La última se empezó en el año 2005, eliminando los pasos elevados y ganando en espacios peatonales, conjuntamente con un auditorio al aire libre con gradas y unas pistas de petanca. El ganador del concurso para su reurbanización fue el arquitecto Albert Viaplana. En esta nueva remodelación destaca la construcción de la Biblioteca Jaume Fuster, un edificio de diseño moderno inaugurado el 13 de noviembre de 2005, obra de Josep Llinàs, dedicada al escritor catalán Jaume Fuster.

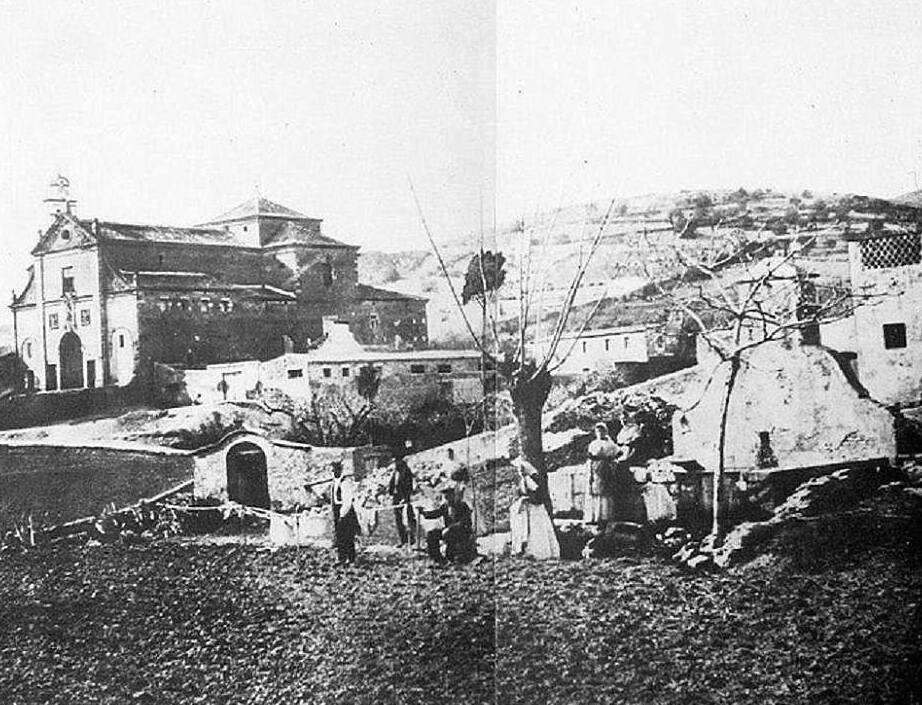
La plaza en 1895
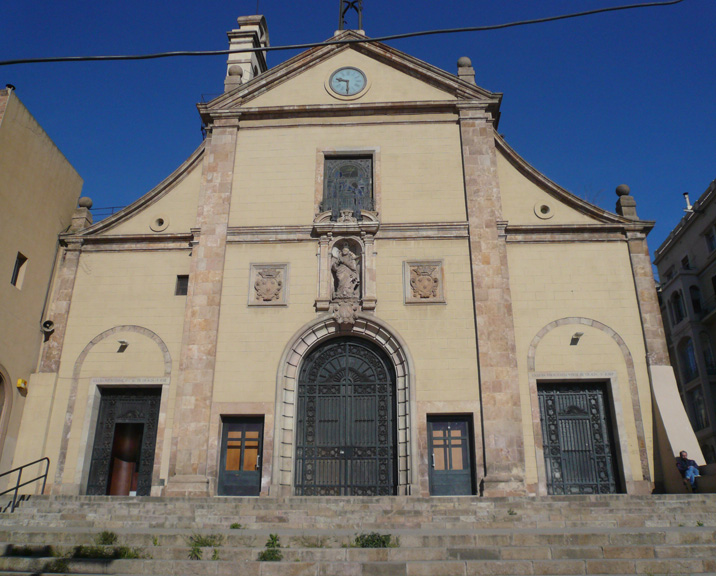
La iglesia de Nuestra Señora de Gracia y San José (siglos XVI-XVII), existente desde los orígenes de Gracia, se encuentra en la parte alta de la plaza. Es el edificio más antiguo
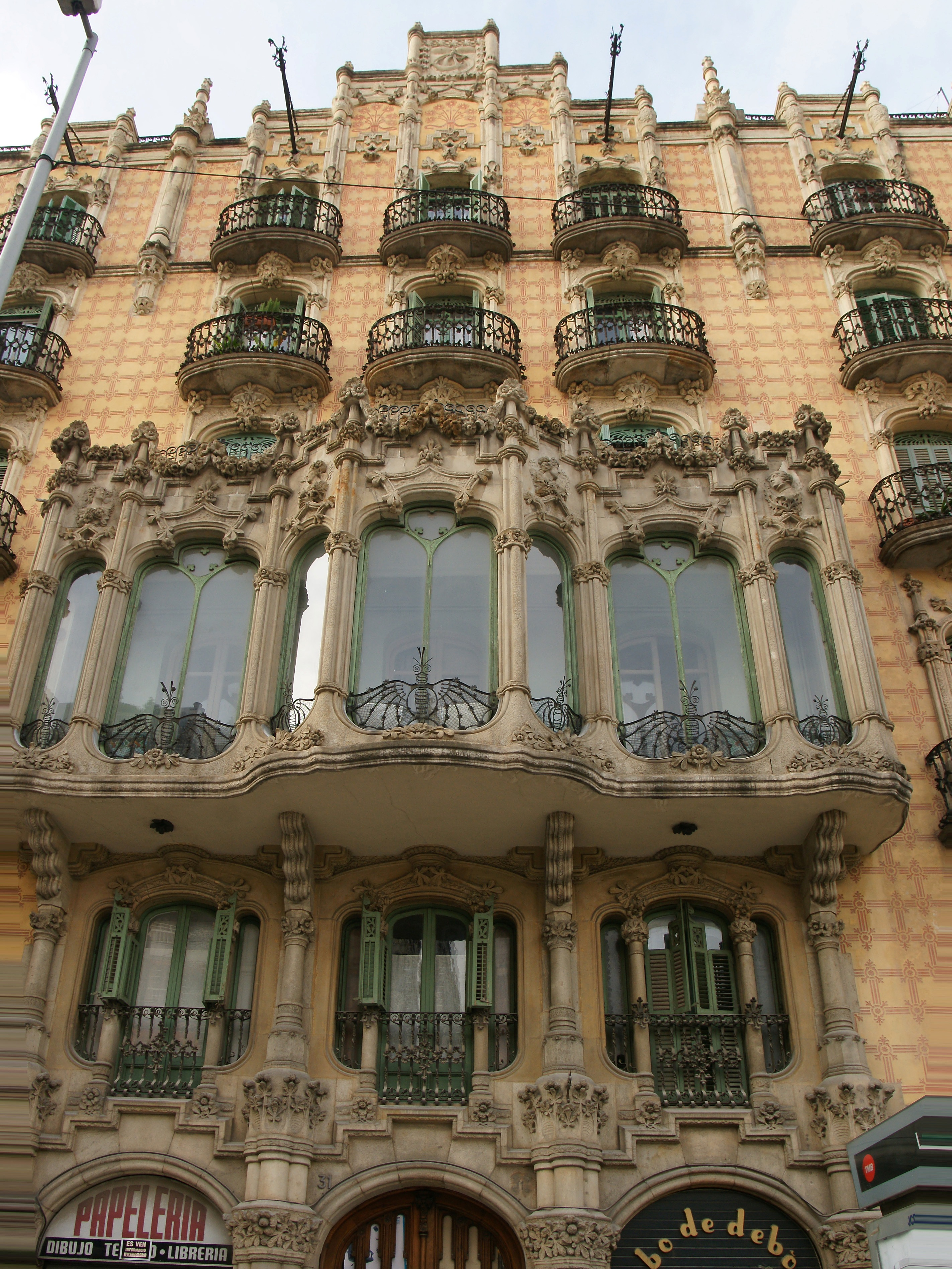
Las Casas Ramos (1906) se sitúan en la parte baja de la plaza
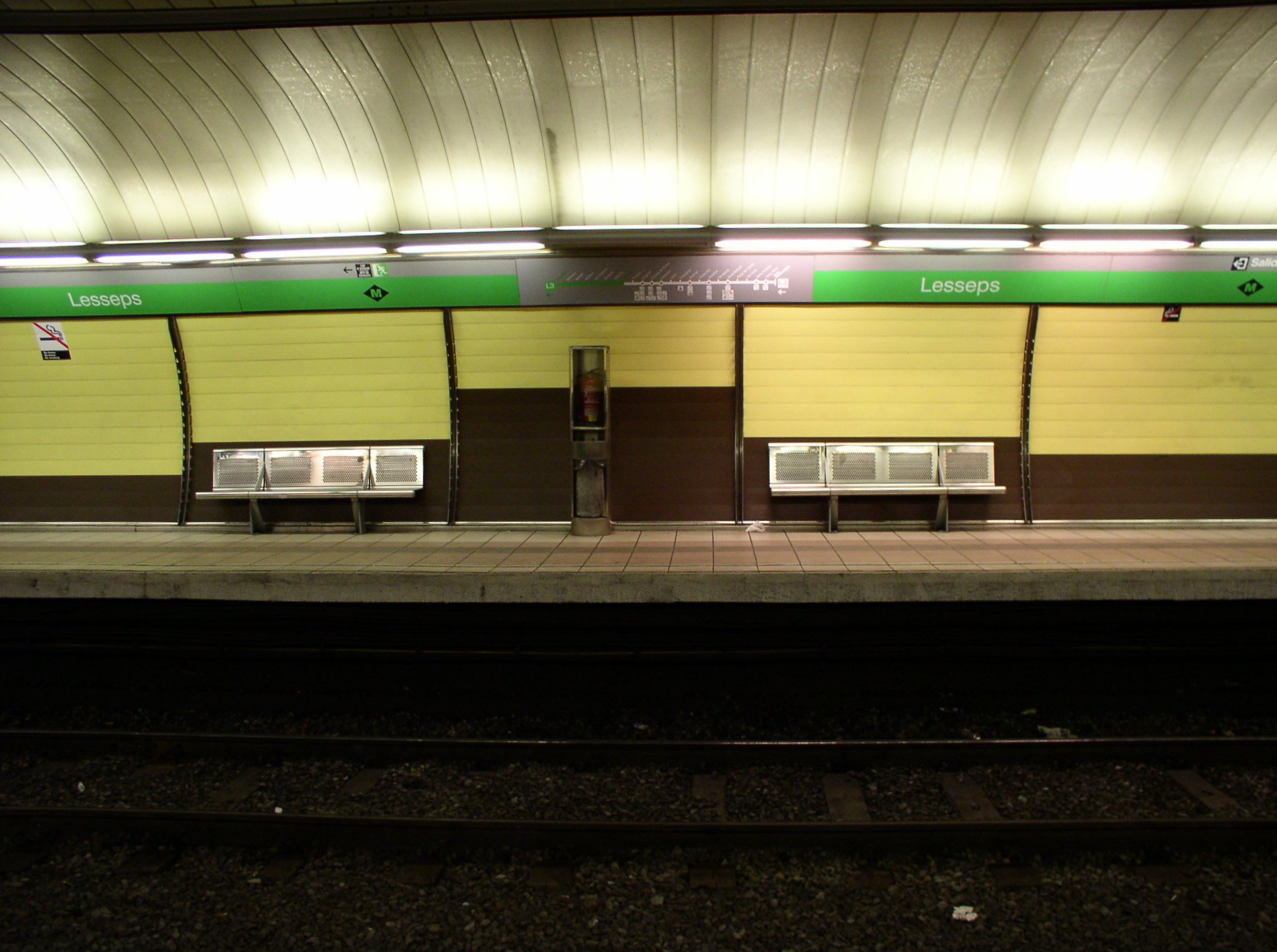
Estación del metro de Lesseps
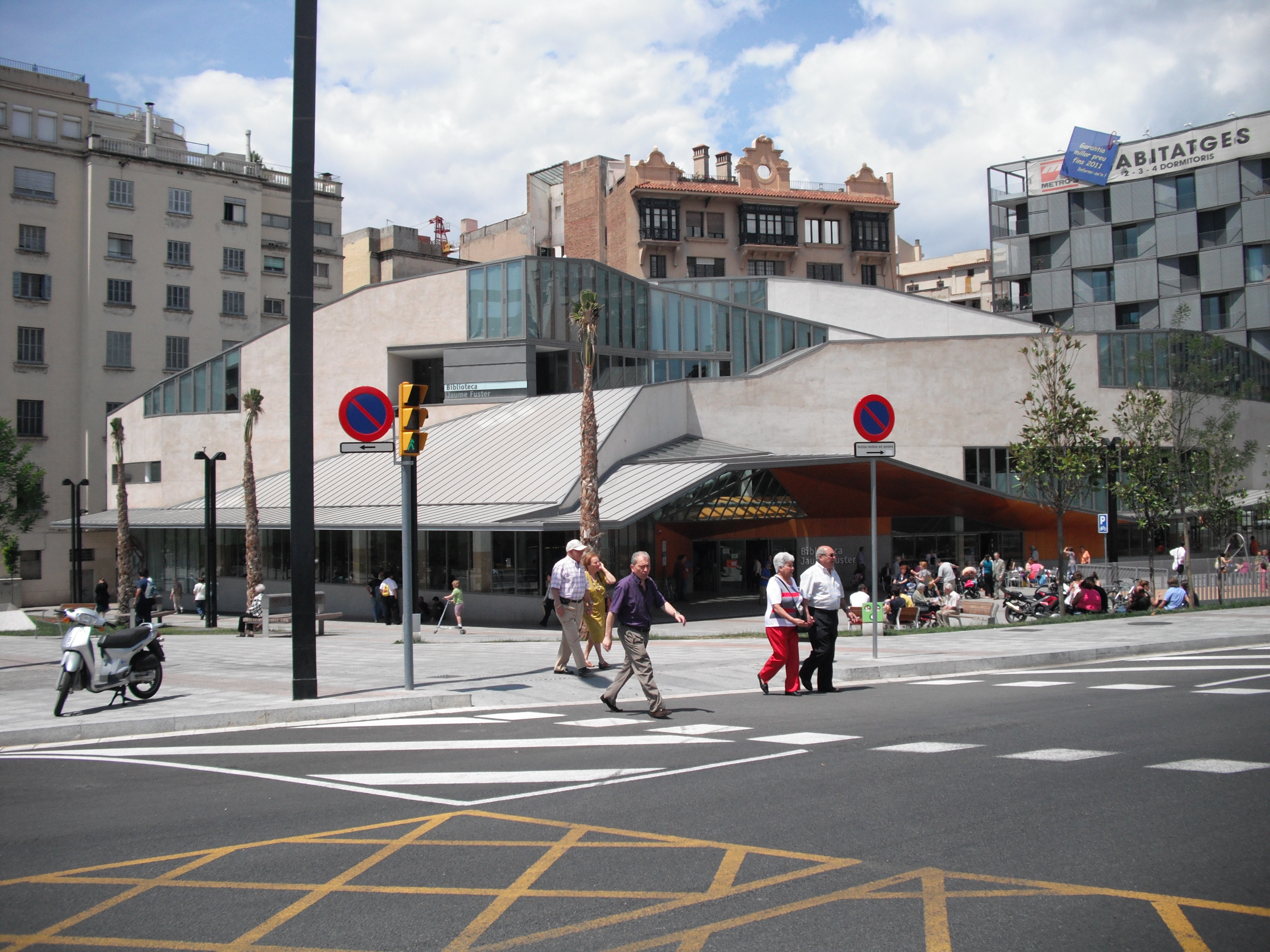
Biblioteca Jaume Fuster (2005) en la parte alta de la plaza